# 段世杰
段世杰（1952年3月—），满族，辽宁锦州人，中国体育官员，现任中国田径协会主席。曾任国家体育总局副局长，中国游泳协会主席等职务。